# Carmita (Cuba)
Carmita oficialmente, Consejo Popular Luis Arcos Bergnes es un consejo popular del municipio de Camajuaní en la provincia de Villa Clara, Cuba . 
Tiene una población de 2,279 habitantes.
Sus pueblos cercanos son: La Luz, Corona, El Cubano, Romano y La Mano.
Las localidades que incluye son:
- La Luz
- Fusté
- Crucero Carmita
  - Reparto Viejo (Reparto de Crucero Carmita)
  - Reparto Nuevo (Reparto de Crucero Carmita)